# General tankovskih enot (Wehrmacht)
General tankovskih enot (izvirno nemško General der Panzertruppen; kratica: GdPzTr) je bil generalski čin (v rangu polnega generala) v nemškem Heeru (kopenski vojski) za generale oklepne (tankovske) specializacije. Čin je bil ustanovljen leta 1935.
Nižji čin je bil generalporočnik, medtem ko je bil višji generalpolkovnik. V drugi veji Wehrmachta (Kriegsmarine) mu je ustrezal čin admirala, medtem ko mu je v Waffen-SS ustrezal čin SS-Obergruppenführerja.

## Oznaka čina
Oznaka čina generala je bila sledeča:
- naovratna oznaka čina (t. i. Litzen) je bila enaka za vse častnike in sicer stiliziran hrastov list z dvema paroma listnih žil na rdeči podlagi;
- naramenska oznaka čina je bila sestavljena iz štirih prepletenih (zlatih in belih) vrvic in dveh zvezdic, ki so bile pritrjene na rdečo podlago;
- narokavna oznaka čina (na zgornjem delu rokava) za maskirno uniformo je bila sestavljena iz ene zlate črte in enega para stiliziranih hrastovih listov na črni podlagi.

Galerija
- Naovratna oznaka čina
- Naramenska oznaka čina
- Narokavna oznaka čina

## Seznam generalov tankovskih enot
| - Hermann Balck (1893–1982) - Erich Brandenberger (1882–1955) - Hermann Breith (1892–1964) - Hans Cramer (1896–1968) - Ludwig Crüwell (1892–1958) - Karl Decker (1897–1945) - Heinrich Eberbach (1895–1992) - Maximilian Reichsfreiherr von Edelsheim (1897–1994) - Hans-Karl Freiherr von Esebeck (1892–1955) - Gustav Fehn (1892–1945) - Ernst Feßmann (1881–1962) - Wolfgang Fischer (1888–1943) - Walter Fries (1894–1982) - Hans Freiherr von Funck (1891–1979) - Leo Freiherr Geyr von Schweppenburg (1886–1974) - Fritz-Hubert Gräser (1888–1960) - Siegfrid Henrici (1889–1964) - Traugott Herr (1890–1976) - Alfred Ritter von Hubicki (1887–1971) - Georg Jauer (1896–1971) - Werner Kempf (1886–1964) - Mortimer von Kessel (1893–1981) - Friedrich Kirchner (1885–1960) - Ulrich Kleemann (1892–1963) | - Otto von Knobelsdorff (1886–1966) - Walter Krüger (1892–1973) - Friedrich Kühn (1889–1944) - Adolf-Friedrich Kuntzen (1889–1964) - Willibald Freiherr von Langermann und Erlencamp (1890–1942) - Joachim Lemelsen (1888–1954) - Heinrich Freiherr von Lüttwitz (1896–1969) - Smilo Freiherr von Lüttwitz (1895–1975) - Oswald Lutz (1876–1944) - Hasso von Manteuffel (1897–1978) - Karl Mauss (1898–1959) - Walther Nehring (1892–1983) - Hans Röttiger (1896–1960) - Dietrich von Saucken (1892–1980) - Ferdinand Schaal (1889–1962) - Gerhard Graf von Schwerin (1899–1980) - Fridolin von Senger und Etterlin (1891–1963) - Georg Stumme (1886–1942) - Horst Stumpff (1897–1958) - Wilhelm Ritter von Thoma (1891–1948) - Gustav von Vaerst (1894–1975) - Rudolf Veiel (1883–1956) - Walther Wenck (1900–1982) |